# ازجان‌گذشتگان (فیلم ۱۹۴۳)
از جان گذشتگان (انگلیسی: The Desperadoes) یک فیلم وسترن به کارگردانی چارلز ویدور است که در سال ۱۹۴۳ منتشر شد.
این فیلم، اولین محصولِ کمپانیِ فیلم‌سازی کلمبیا پیکچرز است که به طریقهٔ تکنی کالر تهیه شد.

## خلاصه داستان
فیلم دربارهٔ یک تبهکار تحت‌ِتعقیب است که یه منظور سرقت بانک، وارد یک شهر کوچک می‌شود، اما درمی‌یابد که این بانک، به‌تازگی موردِ سرقت مسلحانه واقع شده است. پیشینهٔ این تبهکار و آشناییِ قبلی او با کلانتر شهر، هر دوی آنان را دچار دردسرهایی می‌کند.

## بازیگران
- راندولف اسکات
- کلر تروور
- گلن فورد
- اولین کیز
- ادگار بیوکانان
- پرتر هال
- چستر کلوت
- برنارد ندل
- هَنک بل
- ریموند والبرن